# Aphyocharax anisitsi
Aphyocharax anisitsi o tetra cola roja es una especie de pez de la familia Characidae en el orden de los Characiformes.

## Morfología
Los machos pueden llegar alcanzar los 5,5 cm de longitud total.

## Alimentación
Come gusanos, insectos pequeños y crustáceos.

## Hábitat
Vive en zonas de clima tropical entre 18 °C - 28 °C de temperatura.

## Distribución geográfica
Se encuentran en Sudamérica:  cuenca del río Paraná en Brasil además de en Argentina y Paraguay. Se le conoce también por el sinónimo Aphyocharax rubripinis. Es una especie activa pero puede resultar algo tímida en acuarios desprovistos de abundante vegetación. No es muy comercial porque muestra una pobre coloración en los tanques de venta. Es una especie muy nadadora por lo que a una importante vegetación trasera debemos acompañarla de suficiente espacio, delante, para nadar. Es una especie pacífica que convive a la perfección con otros tetras de cardumen y Loricáridos.

## Mantenimiento en el acuario
Ya que es una especie tranquila y sociable se adapta bien a los acuarios comunitarios siempre que vayan en bancos de más o menos 10 individuos. ES robusto y omnívoro que puede alimentarse con comida liofilizada.
La puesta tiene lugar en la superficie cerca de plantas. Es necesario retirar a los padres después de la puesta ya que se los comen.
Soporta las temperaturas relativamente bajas de 18 °C y alcanzan un tamaño de 5cm.